# Asier Garitano Aguirrezabal
Asier Garitano Aguirrezabal, conegut esportivament com a Asier Garitano (Bergara, Guipúscoa, 6 de desembre de 1969), és un entrenador i exjugador de futbol professional basc. Com a jugador havia jugat de davanter.

## Trajectòria
Format en el futbol base de l'Athletic Club, com a jugador va desenvolupar la major part de la seva carrera en equips de la Segona Divisió i, sobretot, de Segona B.
Després de la seva retirada com a futbolista, es va enrolar en l'Alacant CF, on va esdevenir un tècnic de la casa. Va ser el segon entrenador de l'Alacant des de la temporada 2003-04 fins a la temporada 2008-09, coincidint amb José Bordalás com a primer entrenador entre 2004 i 2006. A l'octubre de 2008 va passar a ser l'entrenador de l'Alacant a Segona Divisió després de la destitució de José Carlos Granero. Amb prou feines el van deixar treballar, i sense arribar al mes en el càrrec, va ser relegat per Nino Lema, el qual tampoc va complir el mes en la banqueta alacantina. Després d'això, Garitano va passar a un altre lloc en l'organigrama tècnic de l'Alacant CF.
El 6 d'abril de 2010, després de la destitució de Tintín Márquez assumeix el càrrec de primer entrenador del CE Castelló. Però en acabar la temporada el club decideix prescindir-ne.
La temporada 2011-2012 entrenaria l'Oriola Club de Futbol.
El 14 de juny de 2012 assumeix el càrrec de primer entrenador del Club Esportiu Alcoià.
El 28 de juny de 2013 assumeix el càrrec de primer entrenador del Club Deportivo Leganés. Va aconseguir ascendir el Leganés aquella mateixa temporada.
Després de consumar folgadament la salvació matemàtica en la jornada 38 en la temporada de la tornada a segona, va renovar automàticament amb el club pepinero, i va estendre el seu contracte per altres dues temporades.
El maig de 2016, després de la victòria a San Mamés davant el Bilbao Athletic per 1:2, Asier Garitano va esdevenir el segon entrenador de la història recent del club amb més partits dirigits. El 4 de juny de 2016, aconsegueix ascendir l'equip pepinero a la primera divisió espanyola per primera vegada en la seva història, després de derrotar 0:1 al Mirandès. Va guanyar el Trofeu Miguel Muñoz de Segona Divisió. El 13 de juny del mateix any va renovar el seu contracte fins al 2018.
El 24 de maig de 2018, Garitano fou nomenat entrenador de la Reial Societat. El 26 de desembre del mateix any, fou cessat després d'una sèrie de mals resultats.
Garitano va esdevenir entrenador del Deportivo Alavés el 21 de maig de 2019, en substitució d'Abelardo, qui havia dimitit un dia abans. Fou cessat el 5 de juliol de l'any següent, després d'una ratxa de cinc derrotes consecutives.

## Vida personal
Garitano no està relacionat amb el també entrenador de futbol Gaizka Garitano, qui també havia jugat amb el Bilbao Athletic i l'Eibar.